# Dubiaranea vetusta
Dubiaranea vetusta là một loài nhện trong họ Linyphiidae. Loài này được phát hiện ở Ecuador.